# 에멀린 팽크허스트
에멀라 팽크허스트(혼전성 골덴 (Goulden), 영어: Emmeline Pankhurst, 1858년 7월 15일 ~ 1928년 6월 14일)는 영국의 사회 운동가이자 서프러제트다. 여성 참정권을 획득하기 위하여 투쟁하였다. 1999년 타임(Time)은 그녀를 20세기 가장 중요한 인물 100인 중 한 명으로 선정하면서 "그녀는 우리 시대를 위한 사물에 대한 아이디어를 형성했다"고 "사회를 되돌릴 수 없는 새로운 패턴으로 뒤흔들었다"고 말했다. 그녀는 호전적인 전술로 인해 널리 비판을 받았으며 역사가들은 그 효율성에 대해 의견이 일치하지 않는다. 그러나 그녀의 업적은 영국에서 여성 참정권을 달성하는 데 중요한 요소로 인식된다.
맨체스터의 모스사이드(Moss Side) 지역에서 정치적으로 활동적인 부모 사이에서 태어난 팽크허스트는 14세에 여성 참정권 운동에 입문했다. 그녀는 기혼 여성과 미혼 여성 모두의 참정권을 옹호하는 여성 프랜차이즈 연맹(Women's Franchise League)을 설립하고 이에 참여했다. 그녀는 그 조직이 무너지자 사회주의자 키어 하디와의 친분을 바탕으로 좌파 성향의 독립노동당에 가입하려 했으나 처음에는 성별을 이유로 지역 지부로부터 가입을 거부당했다. 가난한 법 수호자로 일하면서 그녀는 맨체스터의 작업장에서 겪은 가혹한 환경에 충격을 받았다.
1903년에 팽크허스트는 "말이 아닌 행동"에 전념하는 모든 여성 참정권 옹호 조직인 여성 사회 정치 연합(WSPU)을 설립했다. 정당에 대해 독립적이고 종종 반대하는 것으로 확인된 그룹이다. 멤버들은 창문을 깨고 경찰을 폭행하는 등 신체적 대결로 알려지게 됐다. 팽크허스트와 그녀의 딸, 그리고 다른 WSPU 활동가들은 반복적으로 징역형을 받았고 더 나은 환경을 확보하기 위해 단식투쟁을 벌였으며 종종 강제로 식량을 공급받았다. 팽크허스트의 큰 딸 크리스타벨이 WSPU의 리더십을 맡으면서 그룹과 정부 간의 적대감이 커졌다. 결국 그룹은 전술로 방화를 채택했고 더 온건한 조직은 팽크허스트 가족에 반대하는 목소리를 냈다. 1913년에 팽크허스트의 어린 딸인 아델라와 실비아를 포함하여 몇몇 저명한 개인이 WSPU를 떠났다. 에멜린은 너무 화가 나서 "아델라에게 티켓 £ 20와 호주 참정권 소개장을 주었고 그녀가 이민을 강력히 주장했다". 아델라는 이에 따랐고 가족의 균열은 결코 치유되지 않았다. 실비아는 사회주의자가 되었다.
제1차 세계대전이 도래하자 에멀린과 크리스타벨은 "독일의 위험"에 맞서는 영국 정부의 입장을 지지하기 위해 테러리즘의 즉각적인 중단을 촉구했다. 에멜린은 전쟁 노력에 대한 여성의 공헌을 보여주기 위해 여성의 복무 권리 시위라는 대규모 행렬을 조직하고 이끌었다. 에멜린과 크리스타벨은 여성들에게 산업 생산을 지원할 것을 촉구하고 청년들에게 투쟁을 장려했다. 어떤 사람들은 페미니스트 운동과 흰 깃털 운동 사이에 이념적 연관성이 있다고 제안했다.
1918년 국민대표법은 21세 이상의 모든 남성과 30세 이상의 여성에게 투표권을 부여했다. 이러한 불일치는 1차 세계대전 중 엄청난 수의 사망자로 인해 남성이 소수 유권자가 되지 않도록 하기 위한 것이었다.
그녀는 WSPU 조직을 공공 생활에서 여성 평등을 증진하는 데 전념하는 여성당(Women's Party)으로 전환했다. 말년에 그녀는 볼셰비즘이 가하는 위협이라고 인식하고 보수당에 가입했다. 그녀는 1927
년 화이트채플과 세인트 조지의 보수당 후보로 선정되었다. 그녀는 1928년 6월 14일에 사망했다. 이는 보수당 정부가 1928년 국민 대표법(Equal Franchise Act 1928)을 통해 21세 이상의 모든 여성에게 투표권을 확대하기 몇 주 전이었다. (1928년 7월 2일) 그녀는 2년 후 국회의사당 옆 빅토리아 타워 정원에 동상으로 세워졌다.

## 같이 보기
- 여성주의의 역사
- 서프러제트